# Menina
Menina è una canzone del cantante brasiliano Luan Santana. La canzone è il quinto e ultimo singolo dall'album "Live-móvel" e il suo video musicale è stato pubblicato il 12 dicembre 2018.

## Descrizione
La composizione scritta da Luan in collaborazione con Lucas Santos e Tierre Costa racconta la storia di un amore proibito che supera le disuguaglianze sociali. "È un peccato dover essere così, nascosto / Il nostro puro amore è in pericolo / Solo perché non sono la tua classe / Non ho soldi, ma ho un cuore / Un giorno pagherò i conti con quella chitarra / Al sicuro nella mia mano e andiamo insieme fino alla fine / Dovranno rispettare / E tutti qui rispetteranno / La ragazza della strada sopra / E il ragazzo della strada sotto / Ci incontreremo in mezzo / Diffondere l'amore per il quartiere “, vengono estratti dal singolo.

## Video musicale
Il video, registrato nel comune di Estrela do Indaiá, a Minas Gerais, presenta alcune mostre di immagini della città, oltre a mostrare il cantante che invita un fan a salire sul palco e cantare la canzone con lui.